# Jukyty
Jukyty es un barrio de la capital paraguaya, Asunción, de creación relativamente reciente, producto del desmembramiento del barrio Santa Ana.

## Límites
- Al norte el barrio San Cayetano
- Al sur el barrio Itá Enramada
- Al este el barrio Santa Librada
- Al oeste el Río Paraguay

## Lugares
En sus límites se encuentra el conocido Cerro Lambaré, así como también el Vertedero Cateura.

## Instituciones
Educativas:
- Escuela Básica Comunidad Indígena "Cerro Poty"